# Strudel
Pour les articles homonymes, voir Strudel (homonymie).
Ne doit pas être confondu avec Streusel.
Le strudel (en allemand : Strudel [ˈʃtʀuːdl̩], en hongrois : rétes) est une spécialité pâtissière fine d'Europe centrale, principalement d'Autriche, de Tchéquie, de Slovaquie, de Slovénie, d'Allemagne, de Hongrie, de Suisse alémanique, qui est connue parfois dans les autres pays germaniques ou slaves voisins, voire les contrées latines voisines, comme le Haut-Adige, le Trentin et le Frioul-Vénétie Julienne italiens. Les contrées francophones le connaissent sous le nom de chausson ou parfois, autrement, de petits gâteaux roulés, de pâtisseries enroulées.

## Description
Il s'agit d'une pâtisserie parfumée à la cannelle composée de plusieurs couches d'une pâte très fine ressemblant à la pâte filo, beurrées au pinceau, qui entourent une garniture pour former un cylindre qui sera doré au four. La garniture se compose généralement d'un mélange de pommes hachées accompagnées de fruits secs (raisins secs, amandes, etc.) comme pour l'Apfelstrudel (Strudel aux pommes). Parfois il est garni d'une base de fromage blanc.
Une variante à cette recette et assez différente dans sa confection et sa composition[précision nécessaire] constitue l'une des recettes les plus populaires et typiques de la cuisine juive ashkénaze sous l'appellation de strudel aux pommes. Une variante de sa garniture est le Kirschenstrudel, à base de cerises au lieu de pommes.

## Exportation
Inspirée du baklava turc, la recette de cette pâtisserie fine viennoise aurait été introduite en France par Marie-Antoinette d'Autriche.
Il faut signaler que les progrès dans l'art de la meunerie raffinée en Autriche à la fin du XVIIe et au début du XVIIIe siècles ont permis de disposer communément de farine blanche et fine de froment, ce qui a favorisé la réinvention aristocratique et populaire de gamme de pâtisseries puis leur lente diffusion avec les techniques sophistiquées de meunerie vers l'Europe occidentale.

## Étymologie et dénominations
Der Strudel/der Strodel est un emprunt lexical au moyen haut-allemand tardif signifiant littéralement « remous, tourbillon, courant enroulé ou tourbillonnant, en forme de roue ». Le verbe strudeln/strodeln signifie « tourbillonner ». Il provient de l'ancien haut-allemand stredan.
Le terme Strudel/Strodel n'a pris véritablement en Hochdeutsch qu'à l'époque contemporaine le sens de spécialités culinaires ou pâtissières obtenues par divers enroulements, par exemple de pâte roulée à garniture intérieure, de gâteau roulé ou de chausson (à pâte roulée puis enveloppante).
En Hongrie, il est connu sous le nom de rétes ; en Bosnie-Herzégovine, Croatie et Serbie, štrudla ou savijača ; en Slovénie comme štrudelj ou zavitek ; en Tchéquie, závin ou štrúdl ; en Pologne, en Roumanie et en Bulgarie comme strudel ; et en Slovaquie comme štrúdľa ou závin.
En Israël, l'aspect du Strudel fait que son nom sert à désigner le symbole arobase @.